# Pablo Olivares
Pablo Olivares nasceu em Buenos Aires, Argentina é um cantor cristão argentino, que tem uma banda de mesmo nome, ex-líder da banda argentina Halógena, hoje é um dos grandes expoentes do rock cristão latino.

## Biografia
Pablo Olivares desde de pequeno gostava de música, seus pais desde cedo o levaram a igreja, mesmo gostando da música não gostava daquele vida e na adolescência quando começou a tocar e ganhar espaço conseguiu o queria, era líder da banda argentina de Heavy Metal Halógena, sendo uma das principais bandas da América Latina e alcançando sucesso ao redor do mundo, porem apos ser sequestrado na Cidade do México em 1999, Pablo, abalado volta a Argentina, e desfaz o Halógena, voltando a suas raízes cristãs, antes de iniciar outro projeto musical,começou a  trabalhar ajudando a juventude dentro de sua igreja e a partir dai começou a engajar o projeto da banda Pablo Olivares em 2005, pela CanZion Grupo lançou seu primeiro álbum Luz En Mi Vida, álbum que com a faixa principal "Luz en Mi Vida", deu nova cara as bandas cristãs sendo trabalho na Rússia e dirigido pelo renomado diretor Boris Dedenev.
com o álbum Luz En Mi Vida, Pablo atingiu 3 grandes premios da música cristã Dove Awards, Grammy de melhor álbum cristão do ano , em espanhol e melhor álbum de álbum do ano pela ARPA.
Depois do estrondoso sucesso , Pablo Olivares e banda em 2007 lança seu novo álbum Voy a Entregarte Mi Corazon onde foca os relacionamentos paternos modernos, com um clip no Youtube que ja passou a marca de cem mil exibições, da faixa "En La Corniza". Pablo Olivares e sua  banda fazem turnês por toda a América Latina levando sua música.

### Filme
Há um filme chamado Poema de salvação (Poema de salvación - Canzion films e VSN Producciones) que retrata toda a vida de Pablo Olivares, desde sua infância na igreja, passando por sua adolescência onde a rebeldia e a vontade de ter sucesso o levou a fazer um pacto com o demônio. A partir de então sua vida foi mergulhando em uma degradação completa. Porém sua mãe nunca desistiu de clamar a Deus por ele, até que após ser salvo milagrosamente do sequestro que sofreu no México, Pablo reconheceu o seu erro e se reconciliou com Deus. 

## Discografia

### Álbuns
- 1996: Perdiste. (Halógena)
- 1998: Tattoo. (Halógena)
- 2004: Luz en mi vida.
- 2007: Voy a Entregar Mi Corazón.
- 2009: Si Te Conocieran.
- 2009: Soundtrack de Poema de Salvación[2]

### Sencillos
- 2012: "Sobrenatural".[3]